# Bracon obscuricornis
Bracon obscuricornis är en stekelart som beskrevs av Szepligeti 1896. Bracon obscuricornis ingår i släktet Bracon och familjen bracksteklar. Inga underarter finns listade.